# Christian Schwarz-Schilling
Christian Schwarz-Schilling (Innsbruck, 19 novembre 1930) è un politico e diplomatico tedesco.
È figlio del compositore Reinhard Schwarz-Schilling.
Dal maggio 2006 al giugno 2009 è stato Alto Rappresentante (OHR) per la Bosnia ed Erzegovina, figura istituita dall'Accordo di Dayton del dicembre 1995.